# Thomas Widlok
Thomas Widlok (* 29. Juni 1965) ist ein deutscher Sozial- und Kulturanthropologe. Bekannt wurde er durch seine ethnographische Arbeit mit ≠Akhoe Hai//om „San“ im südlichen Afrika sowie durch seine vergleichende Forschung zur Religions- und Wirtschaftsanthropologie, insbesondere zum Teilen. Gegenwärtig ist er Professor für Kulturanthropologie Afrikas an der Universität zu Köln.

## Leben
Widlok studierte Völkerkunde/Ethnologie, Philosophie und Kath. Theologie an den Universitäten in Münster  und Köln (MSc mit Auszeichnung 1989). Seinen Doktorgrad in Social Anthropology erhielt er 1994 an der London School of Economics and Political Science. Die Dissertation mit dem Titel „The Social Relationships of Changing Hai//om Hunter-Gatherers in Namibia“ wurde an der LSE von James Woodburn betreut und bildete die Basis für seine erste ethnographische Monographie „Living on Mangetti“ (1999). 
Zwischen 1994 und 2006 arbeitete er an einer Reihe von Universitäten und Forschungsinstituten, an der Universität zu Köln schloss er 2004 die Habilitation ab. Von 2006 bis 2008 lehrte er als Lecturer für Anthropologie an der University of Durham (GB). Von 2008 bis 2013 war er Professor für Pacific Anthropology an der Radboud Universiteit Nijmegen (NL). Seit 2013 ist er Professor für Kulturanthropologie Afrikas an der Universität zu Köln. 2021 wurde Widlok in die Nordrhein-Westfälische Akademie der Wissenschaften und der Künste gewählt. Er ist im wissenschaftlichen Beirat der Fondation Fyssen (Paris).
Widlok verbrachte mehrere Jahre seiner ethnologischen Feldforschung im südlichen Afrika (vor allem in Namibia) sowie in Australien. Er spezialisierte sich in der Jäger-Sammler-Forschung und veröffentlichte einschlägige Bücher und Zeitschriftenartikel zur Sprache, Gesellschaft und Kultur der ≠Akhoe Hai//om Nord-Nambias sowie zu einer weiteren Khoisan-sprechenden Gruppe in der Namib-Wüste. Zudem hat er in der Kimberley Region Australiens ethnographisch geforscht.
Als Doktorand war Widlok Mitarbeiter der Forschungsgruppe Kognitive Anthropologie, die von Stephen Levinson am Max-Planck-Institut für Psycholinguistik in Nijmegen geleitet wurde. Die Forschungsgruppe untersuchte die Beziehung zwischen Kultur, Sprache und der Kognition von räumlichen Beziehungen. Seitdem arbeitete er an verschiedenen Universitäten zu Projekten in den Forschungsbereichen Ritualdynamik, Eigentum und Gleichheit, menschliche Mobilität und zur Anthropologie von Kausalität und Zeit. Sein jüngstes Buch ist eine vergleichende Studie zur Wirtschaft des Teilens. Zudem hat er kürzlich ein Band zur interdisziplinären Anthropologie herausgegeben.
Seit 1990 ist er mit der Kunstpsychotherapeutin Dagmar Widlok verheiratet.

## Forschungsschwerpunkte
Zu Widloks Forschungsschwerpunkten gehören
- Schlüsselfragen der sozialen Ordnung
- ökonomische Anthropologie
- Anthropologie der Rituale
- Theorie von Handeln und Moral
- kulturelle Diversität und Universalität im Hinblick auf Raum, Zeit und Ursache
- kulturvergleichende Jäger-Sammler-Forschung

## Veröffentlichungen
- Thomas Widlok: Living on Mangetti. Hai//om ‚Bushmen‘ autonomy and Namibian independence. Oxford University, Oxford 1999.
- Thomas Widlok und K. Sugawara: Symbolic Categories and Ritual Practices in Hunter-Gatherer Experiences. African Studies Monographs. Center for African Area Studies, Kyoto 2001.
- Thomas Widlok und W. Tadesse: Property and Equality. Band 1: Ritualisation, Sharing and Egalitarianism. Berghahn, New York 2005.
- Thomas Widlok und W. Tadesse: Property and Equality. Band 2: Encapsulation, Commercialisation and Discrimination. Berghahn, New York 2005.
- Thomas Widlok: The anthropology of the economy of sharing. Routledge, London 2017.
- Thomas Widlok und Th. Breyer: The situationality of human-animal relations. Perspectives from anthropology and philosophy. transcript, Bielefeld 2019.
- Thomas Widlok, R. Hardenberg und J. Platenkamp: Ethnologie als angewandte Wissenschaft. Das Zusammenspiel von Theorie und Praxis. Reimer, Berlin 2022